# Фудбалска репрезентација Гвајане
Фудбалска репрезентација Гвајане (енгл. Guiana national football team) је фудбалски тим који представља Гвајану на међународним такмичењима под контролом Фудбалског савеза Гвајане који се налази у оквиру Карипске фудбалске уније и Конкакаф-а. Фудбалски савез је члан ФИФА.
Гвајана је једна од три јужноамеричке нације која је уз Суринам и Француску Гвајану чланица Карипског фудбалског савеза и Конкакафа. До независности Гвајане 1966. репрезентација се такмичила као Британска Гвајана. Они су се квалификовали за Куп нација Кариба 1991. године, били су четврти. Такође су се квалификовали и 2007. госине. Гвајана се никада није пласирала на Светско првенство у фудбалу, али су се 23. марта 2019. први пут пласирали на златни куп Конкакафа.

## Такмичарска достигнућа

### Светско првенство
| Светско првенство у фудбалу | Светско првенство у фудбалу | Светско првенство у фудбалу | Светско првенство у фудбалу | Светско првенство у фудбалу | Светско првенство у фудбалу | Светско првенство у фудбалу | Светско првенство у фудбалу | Светско првенство у фудбалу |                             | Квалификације за Светско првенство у фудбалу | Квалификације за Светско првенство у фудбалу | Квалификације за Светско првенство у фудбалу | Квалификације за Светско првенство у фудбалу | Квалификације за Светско првенство у фудбалу | Квалификације за Светско првенство у фудбалу |
| Година                      | Коло                        | Поз.                        | Ута                         | П                           | Н*                          | И                           | ГД                          | ГП                          | Ута                         | П                                            | Н*                                           | И                                            | ГД                                           | ГП                                           |                                              |
| --------------------------- | --------------------------- | --------------------------- | --------------------------- | --------------------------- | --------------------------- | --------------------------- | --------------------------- | --------------------------- | --------------------------- | -------------------------------------------- | -------------------------------------------- | -------------------------------------------- | -------------------------------------------- | -------------------------------------------- | -------------------------------------------- |
| 1930.                       | Није члан ФИФА              | Није члан ФИФА              | Није члан ФИФА              | Није члан ФИФА              | Није члан ФИФА              | Није члан ФИФА              | Није члан ФИФА              | Није члан ФИФА              | Није члан ФИФА              | Није члан ФИФА                               | Није члан ФИФА                               | Није члан ФИФА                               | Није члан ФИФА                               | Није члан ФИФА                               |                                              |
| 1934.                       | Није члан ФИФА              | Није члан ФИФА              | Није члан ФИФА              | Није члан ФИФА              | Није члан ФИФА              | Није члан ФИФА              | Није члан ФИФА              | Није члан ФИФА              | Није члан ФИФА              | Није члан ФИФА                               | Није члан ФИФА                               | Није члан ФИФА                               | Није члан ФИФА                               | Није члан ФИФА                               |                                              |
| 1938.                       | Није члан ФИФА              | Није члан ФИФА              | Није члан ФИФА              | Није члан ФИФА              | Није члан ФИФА              | Није члан ФИФА              | Није члан ФИФА              | Није члан ФИФА              | Није члан ФИФА              | Није члан ФИФА                               | Није члан ФИФА                               | Није члан ФИФА                               | Није члан ФИФА                               | Није члан ФИФА                               |                                              |
| 1950.                       | Није члан ФИФА              | Није члан ФИФА              | Није члан ФИФА              | Није члан ФИФА              | Није члан ФИФА              | Није члан ФИФА              | Није члан ФИФА              | Није члан ФИФА              | Није члан ФИФА              | Није члан ФИФА                               | Није члан ФИФА                               | Није члан ФИФА                               | Није члан ФИФА                               | Није члан ФИФА                               |                                              |
| 1954.                       | Није члан ФИФА              | Није члан ФИФА              | Није члан ФИФА              | Није члан ФИФА              | Није члан ФИФА              | Није члан ФИФА              | Није члан ФИФА              | Није члан ФИФА              | Није члан ФИФА              | Није члан ФИФА                               | Није члан ФИФА                               | Није члан ФИФА                               | Није члан ФИФА                               | Није члан ФИФА                               |                                              |
| 1958.                       | Није члан ФИФА              | Није члан ФИФА              | Није члан ФИФА              | Није члан ФИФА              | Није члан ФИФА              | Није члан ФИФА              | Није члан ФИФА              | Није члан ФИФА              | Није члан ФИФА              | Није члан ФИФА                               | Није члан ФИФА                               | Није члан ФИФА                               | Није члан ФИФА                               | Није члан ФИФА                               |                                              |
| 1962.                       | Није члан ФИФА              | Није члан ФИФА              | Није члан ФИФА              | Није члан ФИФА              | Није члан ФИФА              | Није члан ФИФА              | Није члан ФИФА              | Није члан ФИФА              | Није члан ФИФА              | Није члан ФИФА                               | Није члан ФИФА                               | Није члан ФИФА                               | Није члан ФИФА                               | Није члан ФИФА                               |                                              |
| 1966.                       | Није члан ФИФА              | Није члан ФИФА              | Није члан ФИФА              | Није члан ФИФА              | Није члан ФИФА              | Није члан ФИФА              | Није члан ФИФА              | Није члан ФИФА              | Није члан ФИФА              | Није члан ФИФА                               | Није члан ФИФА                               | Није члан ФИФА                               | Није члан ФИФА                               | Није члан ФИФА                               |                                              |
| 1970.                       | Није учествовала            | Није учествовала            | Није учествовала            | Није учествовала            | Није учествовала            | Није учествовала            | Није учествовала            | Није учествовала            | Одбила учешће               | Одбила учешће                                | Одбила учешће                                | Одбила учешће                                | Одбила учешће                                | Одбила учешће                                |                                              |
| 1974.                       | Није учествовала            | Није учествовала            | Није учествовала            | Није учествовала            | Није учествовала            | Није учествовала            | Није учествовала            | Није учествовала            | Одбила учешће               | Одбила учешће                                | Одбила учешће                                | Одбила учешће                                | Одбила учешће                                | Одбила учешће                                |                                              |
| 1978.                       | Није се квалификовала       | Није се квалификовала       | Није се квалификовала       | Није се квалификовала       | Није се квалификовала       | Није се квалификовала       | Није се квалификовала       | Није се квалификовала       | 2                           | 1                                            | 0                                            | 1                                            | 2                                            | 3                                            |                                              |
| 1982.                       | Није се квалификовала       | Није се квалификовала       | Није се квалификовала       | Није се квалификовала       | Није се квалификовала       | Није се квалификовала       | Није се квалификовала       | Није се квалификовала       | 6                           | 2                                            | 0                                            | 4                                            | 8                                            | 13                                           |                                              |
| 1986.                       | Није се квалификовала       | Није се квалификовала       | Није се квалификовала       | Није се квалификовала       | Није се квалификовала       | Није се квалификовала       | Није се квалификовала       | Није се квалификовала       | 2                           | 0                                            | 1                                            | 1                                            | 1                                            | 2                                            |                                              |
| 1990.                       | Није се квалификовала       | Није се квалификовала       | Није се квалификовала       | Није се квалификовала       | Није се квалификовала       | Није се квалификовала       | Није се квалификовала       | Није се квалификовала       | 2                           | 0                                            | 0                                            | 2                                            | 0                                            | 5                                            |                                              |
| 1994.                       | Није се квалификовала       | Није се квалификовала       | Није се квалификовала       | Није се квалификовала       | Није се квалификовала       | Није се квалификовала       | Није се квалификовала       | Није се квалификовала       | 2                           | 0                                            | 1                                            | 1                                            | 2                                            | 3                                            |                                              |
| 1998.                       | Није се квалификовала       | Није се квалификовала       | Није се квалификовала       | Није се квалификовала       | Није се квалификовала       | Није се квалификовала       | Није се квалификовала       | Није се квалификовала       | 2                           | 0                                            | 0                                            | 2                                            | 1                                            | 8                                            |                                              |
| 2002.                       | Суспендована од стране ФИФА | Суспендована од стране ФИФА | Суспендована од стране ФИФА | Суспендована од стране ФИФА | Суспендована од стране ФИФА | Суспендована од стране ФИФА | Суспендована од стране ФИФА | Суспендована од стране ФИФА | Суспендована од стране ФИФА | Суспендована од стране ФИФА                  | Суспендована од стране ФИФА                  | Суспендована од стране ФИФА                  | Суспендована од стране ФИФА                  | Суспендована од стране ФИФА                  |                                              |
| 2006.                       | Није се квалификовала       | Није се квалификовала       | Није се квалификовала       | Није се квалификовала       | Није се квалификовала       | Није се квалификовала       | Није се квалификовала       | Није се квалификовала       | 2                           | 0                                            | 0                                            | 2                                            | 1                                            | 8                                            |                                              |
| 2010.                       | Није се квалификовала       | Није се квалификовала       | Није се квалификовала       | Није се квалификовала       | Није се квалификовала       | Није се квалификовала       | Није се квалификовала       | Није се квалификовала       | 2                           | 0                                            | 0                                            | 2                                            | 1                                            | 3                                            |                                              |
| 2014.                       | Није се квалификовала       | Није се квалификовала       | Није се квалификовала       | Није се квалификовала       | Није се квалификовала       | Није се квалификовала       | Није се квалификовала       | Није се квалификовала       | 12                          | 4                                            | 2                                            | 6                                            | 14                                           | 30                                           |                                              |
| 2018.                       | Није се квалификовала       | Није се квалификовала       | Није се квалификовала       | Није се квалификовала       | Није се квалификовала       | Није се квалификовала       | Није се квалификовала       | Није се квалификовала       | 2                           | 0                                            | 2                                            | 0                                            | 6                                            | 6                                            |                                              |
| 2022                        | Није се квалификовала       | Није се квалификовала       | Није се квалификовала       | Није се квалификовала       | Није се квалификовала       | Није се квалификовала       | Није се квалификовала       | Није се квалификовала       | 4                           | 1                                            | 0                                            | 3                                            | 4                                            | 8                                            |                                              |
| 2026                        | У току                      | У току                      | У току                      | У току                      | У току                      | У току                      | У току                      | У току                      | У току                      | У току                                       | У току                                       | У току                                       | У току                                       | У току                                       |                                              |
| Укупно                      |                             | 0/22                        |                             |                             |                             |                             |                             |                             | 38                          | 8                                            | 6                                            | 24                                           | 40                                           | 89                                           |                                              |

### Конкакафов yлатни куп
| Конкакафов шампионат & Конкакафов златни куп | Конкакафов шампионат & Конкакафов златни куп | Конкакафов шампионат & Конкакафов златни куп | Конкакафов шампионат & Конкакафов златни куп | Конкакафов шампионат & Конкакафов златни куп | Конкакафов шампионат & Конкакафов златни куп | Конкакафов шампионат & Конкакафов златни куп | Конкакафов шампионат & Конкакафов златни куп | Конкакафов шампионат & Конкакафов златни куп | Конкакафов шампионат & Конкакафов златни куп |
| Година                                       | Резултат                                     | Позиција                                     | Ута.                                         | Поб.                                         | Нер.*                                        | Изг.                                         | ГД                                           | ГП                                           | Sastav                                       |
| -------------------------------------------- | -------------------------------------------- | -------------------------------------------- | -------------------------------------------- | -------------------------------------------- | -------------------------------------------- | -------------------------------------------- | -------------------------------------------- | -------------------------------------------- | -------------------------------------------- |
| 1963.                                        | Није учествовала                             | Није учествовала                             | Није учествовала                             | Није учествовала                             | Није учествовала                             | Није учествовала                             | Није учествовала                             | Није учествовала                             | Није учествовала                             |
| 1965.                                        | Није учествовала                             | Није учествовала                             | Није учествовала                             | Није учествовала                             | Није учествовала                             | Није учествовала                             | Није учествовала                             | Није учествовала                             | Није учествовала                             |
| 1967.                                        | Није учествовала                             | Није учествовала                             | Није учествовала                             | Није учествовала                             | Није учествовала                             | Није учествовала                             | Није учествовала                             | Није учествовала                             | Није учествовала                             |
| 1969.                                        | Није учествовала                             | Није учествовала                             | Није учествовала                             | Није учествовала                             | Није учествовала                             | Није учествовала                             | Није учествовала                             | Није учествовала                             | Није учествовала                             |
| 1971.                                        | Није учествовала                             | Није учествовала                             | Није учествовала                             | Није учествовала                             | Није учествовала                             | Није учествовала                             | Није учествовала                             | Није учествовала                             | Није учествовала                             |
| 1973.                                        | Није учествовала                             | Није учествовала                             | Није учествовала                             | Није учествовала                             | Није учествовала                             | Није учествовала                             | Није учествовала                             | Није учествовала                             | Није учествовала                             |
| 1977.                                        | Није учествовала                             | Није учествовала                             | Није учествовала                             | Није учествовала                             | Није учествовала                             | Није учествовала                             | Није учествовала                             | Није учествовала                             | Није учествовала                             |
| 1981.                                        | Није учествовала                             | Није учествовала                             | Није учествовала                             | Није учествовала                             | Није учествовала                             | Није учествовала                             | Није учествовала                             | Није учествовала                             | Није учествовала                             |
| 1985.                                        | Није учествовала                             | Није учествовала                             | Није учествовала                             | Није учествовала                             | Није учествовала                             | Није учествовала                             | Није учествовала                             | Није учествовала                             | Није учествовала                             |
| 1989.                                        | Није учествовала                             | Није учествовала                             | Није учествовала                             | Није учествовала                             | Није учествовала                             | Није учествовала                             | Није учествовала                             | Није учествовала                             | Није учествовала                             |
| 1991.                                        | Није се квалификовала                        | Није се квалификовала                        | Није се квалификовала                        | Није се квалификовала                        | Није се квалификовала                        | Није се квалификовала                        | Није се квалификовала                        | Није се квалификовала                        | Није се квалификовала                        |
| 1993.                                        | Није се квалификовала                        | Није се квалификовала                        | Није се квалификовала                        | Није се квалификовала                        | Није се квалификовала                        | Није се квалификовала                        | Није се квалификовала                        | Није се квалификовала                        | Није се квалификовала                        |
| 1996.                                        | Није се квалификовала                        | Није се квалификовала                        | Није се квалификовала                        | Није се квалификовала                        | Није се квалификовала                        | Није се квалификовала                        | Није се квалификовала                        | Није се квалификовала                        | Није се квалификовала                        |
| 1998.                                        | Није учествовала                             | Није учествовала                             | Није учествовала                             | Није учествовала                             | Није учествовала                             | Није учествовала                             | Није учествовала                             | Није учествовала                             | Није учествовала                             |
| 2000.                                        | Није се квалификовала                        | Није се квалификовала                        | Није се квалификовала                        | Није се квалификовала                        | Није се квалификовала                        | Није се квалификовала                        | Није се квалификовала                        | Није се квалификовала                        | Није се квалификовала                        |
| 2002.                                        | Није се квалификовала                        | Није се квалификовала                        | Није се квалификовала                        | Није се квалификовала                        | Није се квалификовала                        | Није се квалификовала                        | Није се квалификовала                        | Није се квалификовала                        | Није се квалификовала                        |
| 2003                                         | Није се квалификовала                        | Није се квалификовала                        | Није се квалификовала                        | Није се квалификовала                        | Није се квалификовала                        | Није се квалификовала                        | Није се квалификовала                        | Није се квалификовала                        | Није се квалификовала                        |
| 2005.                                        | Одустала                                     | Одустала                                     | Одустала                                     | Одустала                                     | Одустала                                     | Одустала                                     | Одустала                                     | Одустала                                     | Одустала                                     |
| 2007.                                        | Није се квалификовала                        | Није се квалификовала                        | Није се квалификовала                        | Није се квалификовала                        | Није се квалификовала                        | Није се квалификовала                        | Није се квалификовала                        | Није се квалификовала                        | Није се квалификовала                        |
| 2009.                                        | Није се квалификовала                        | Није се квалификовала                        | Није се квалификовала                        | Није се квалификовала                        | Није се квалификовала                        | Није се квалификовала                        | Није се квалификовала                        | Није се квалификовала                        | Није се квалификовала                        |
| 2011.                                        | Није се квалификовала                        | Није се квалификовала                        | Није се квалификовала                        | Није се квалификовала                        | Није се квалификовала                        | Није се квалификовала                        | Није се квалификовала                        | Није се квалификовала                        | Није се квалификовала                        |
| 2013.                                        | Није се квалификовала                        | Није се квалификовала                        | Није се квалификовала                        | Није се квалификовала                        | Није се квалификовала                        | Није се квалификовала                        | Није се квалификовала                        | Није се квалификовала                        | Није се квалификовала                        |
| 2015.                                        | Није се квалификовала                        | Није се квалификовала                        | Није се квалификовала                        | Није се квалификовала                        | Није се квалификовала                        | Није се квалификовала                        | Није се квалификовала                        | Није се квалификовала                        | Није се квалификовала                        |
| 2017.                                        | Није се квалификовала                        | Није се квалификовала                        | Није се квалификовала                        | Није се квалификовала                        | Није се квалификовала                        | Није се квалификовала                        | Није се квалификовала                        | Није се квалификовала                        | Није се квалификовала                        |
| 2019.                                        | Групна фаза                                  | 13.                                          | 3                                            | 0                                            | 1                                            | 2                                            | 3                                            | 9                                            | Састав                                       |
| 2021                                         | Није се квалификовала                        | Није се квалификовала                        | Није се квалификовала                        | Није се квалификовала                        | Није се квалификовала                        | Није се квалификовала                        | Није се квалификовала                        | Није се квалификовала                        | Није се квалификовала                        |
| Укупно                                       | групна фаза                                  | 1/25                                         | 3                                            | 0                                            | 1                                            | 2                                            | 3                                            | 9                                            | —                                            |